# Dülük
Dülük ist ein Dorf im Landkreis Şehitkamil der türkischen Provinz Gaziantep. Dülük liegt in Südostanatolien auf 900 m über dem Meeresspiegel, ca. 10 km südlich von Şehitkamil.
Im Jahre 1945 hatte Dülük 446 Einwohner. 1990 lebten 1.157 Menschen in Dülük. 2009 hatte die Ortschaft 2.024 Einwohner.
Wenige Kilometer südlich von Dülük liegt der antike Siedlungshügel von Doliche, das von den Arabern Dulūk genannt wurde und dem das heutige Dorf seinen Namen verdankt.
Während der Kreuzzüge bestand hier der Sitz des lateinischen Erzbistums Duluk, das 1134 gegründet wurde.
Seit den 1940er Jahren hat Dülük im Zuge der Industrialisierung einen Wandel in der Sozialstruktur durchgemacht. Eine wesentliche Rolle dabei spielten der Anschluss an das Eisenbahnnetz und die Gründung verschiedener Gewerbegebiete in der Umgebung.